# Batman Çayı
Der Batman Çayı ist ein linker Nebenfluss des Tigris (Dicle) im Südosten der Türkei mit einer Länge von ungefähr 50 km.
Der Batman Çayı hieß in der Antike Nymphaios (latinisiert: Nymphaeus).
Der Fluss entsteht am Zusammenfluss mehrerer Quellflüsse, deren wichtigster der Kulp Çayı ist. Heute wird der Batman Çayı an dieser Stelle von der Batman-Talsperre aufgestaut. Die Quellflüsse entspringen weiter nördlich im Genç-Gebirge, einem Gebirgszug des Süd-Ost-Taurus.
Ein weiterer Nebenfluss, der Sason Çayı, mündet von Osten kommend in den Batman-Stausee. Hier lag das neolithische Dorf Hallan Çemi, heute ca. 13 m unter dem Spiegel des Batman-Stausees. Direkt unterhalb des Staudamms, bei der Siedlung Çatakköprü, überspannt die historische Malabadi-Brücke aus den Jahren 1146–1147 den Fluss. Der Batman Çayı fließt in südlicher Richtung und bildet die Grenze zwischen den türkischen Provinzen Batman (im Osten) und Diyarbakır (im Westen). Er fließt 5 km westlich an der Provinzhauptstadt Batman vorbei und mündet 15 km südwestlich der Stadt Batman in den nach Osten strömenden Tigris.
Wenige Kilometer oberhalb des Batman-Stausees, an der Einmündung des Sarım Çayı in den Kulp Çayı, befindet sich die Silvan-Talsperre im Bau.